# Hermann Anschütz-Kaempfe
Hermann Franz Joseph Hubertus Maria Anschütz-Kaempfe (Zweibrücken, 3 oktober 1872 – München, 6 mei 1931) was een Duits wetenschapper en uitvinder van het gyrokompas.

## Biografie
Anschütz studeerde aanvankelijk medicijnen in Innsbruck, een studie die hem weinig bevredigde. In het huis van zijn oom in Salzburg leerde hij echter de Oostenrijkse kunsthistoricus Dr. Kaempfe kennen die hem overreedde om zijn medicijnenstudie te verlaten en een studie kunstgeschiedenis te beginnen. Tevens nam hij de jonge Anschütz mee op reizen naar Griekenland en Italië en bracht hem de beginselen van de kunstgeschiedenis bij. Anschütz sloot zijn studie af via een promotie over Venetiaanse schilderkunst uit de 16de eeuw.
De kinderloze Kaempfe adopteerde Anschütz, waarna die ook diens achternaam ging voeren. Rond 1900 nam Anschütz-Kaempfe deel aan diverse wetenschappelijke expedities naar de Noordpool, waarbij hij ontdekte dat er een nieuw navigatie-instrument ontwikkeld moest worden omdat een magnetisch kompas in het hoge noorden niet goed functioneerde.

### Gyrokompas
Op 23 september 1905 stichtte Anschütz-Kaempfe in de Duitse havenstad Kiel het bedrijf Anschütz & Co. op, waar hij tot 1930 zelf de dagelijkse leiding over voerde en daarna zijn aandelen overdroeg aan de Carl Zeiss-stichting.
Op basis van het onderzoek van Léon Foucault construeerde hij in 1907 het eerste noordzoekende gyrokompas. Hierbij verving hij het magneetkompas door een gyroscoop die door een elektrische aandrijving 20.000 tot 30.000 toeren per minuut ronddraaide. Zijn gyrokompas werd in 1908 voor het eerst gebruikt op het Duitse linieschip SMS Deutschland.
In 1915 won Anschütz-Keampfe een patentdispuut over het gyrokompas met de Amerikaan Elmer Sperry. Als expert werd Albert Einstein aangesteld om te getuigen in de rechtszaak. Hoewel hij in eerste instantie Sperry gelijk gaf kwam hij na later terug op deze uitspraak en verklaarde dat Sperry's uitvinding een inbreuk was op het gyrokompas van Anschütz. Hierop besloot de rechtbank dat Sperry in Duitsland geen gyrokompassen met Anschütz' technologieën meer mocht fabriceren en verkopen.
Tussen Anschütz en Einstein ontstond een hechte vriendschap. In de zomervakanties hielp Einstein mee met Anschütz' onderzoek en bedacht onder ander het vloeistofbad als dempingsysteem van het gyrokompas.